# امیر آذرافشان
امیر آذرافشان (انگلیسی: Amir Azrafshan؛ زادهٔ ۱۷ اوت ۱۹۸۷) سرمربی فوتبال ایرانی-سوئدی است که در حال حاضر هدایت باشگاه فوتبال دالکورد را برعهده دارد.